# تبادل الأسرى بين إسرائيل وحزب الله 2008

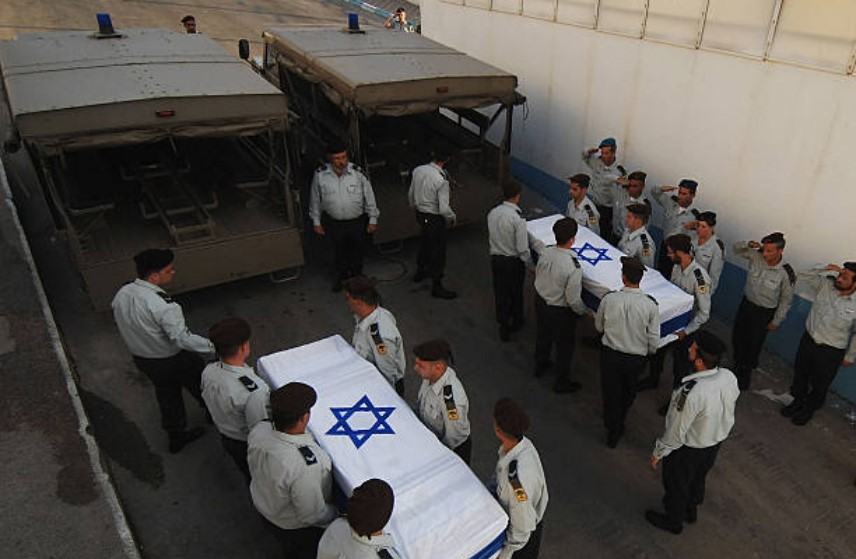

تبادل الأسرى بين إسرائيل وحزب الله 2008 وقع في 16 يوليو 2008 عندما قام حزب الله بنقل تابوتي جنديين إسرائيليين مقابل 5 مسلحين لبنانيين تحتجزهم إسرائيل وجثث 199 مسلحا أسروا في لبنان أو إسرائيل.

## التبادل
أطلق حزب الله سراح رفات الجنديين الإسرائيليين المعتقلين إيهود غولدفاسر وإلداد ريغف. في المقابل أطلقت إسرائيل سراح عضو جبهة التحرير الفلسطينية سمير القنطار الذي أدين بارتكاب جريمة قتل في إسرائيل وماهر كوراني ومحمد سرور وحسين سليمان وخضر زيدان الأربعة المقاتلين من حزب الله الذين أسرتهم إسرائيل في حرب لبنان 2006. كما أعادت إسرائيل رفات حوالي 200 مسلح لبناني وفلسطيني قتلوا ودفنوا في إسرائيل. ثمانية منهم كانوا مقاتلين من حزب الله قد قتلوا في الحرب الأخيرة.
لقد كانت السياسة العامة لإسرائيل منذ زمن طويل هي عدم إعادة رفات المسلحين الذين قتلوا في نشاط إرهابي معادي. تم تنفيذ صفقة التبادل وفقا للصليب الأحمر ومراقبي الأمم المتحدة. في 1 يونيو 2008 أفرجت إسرائيل عن السجين اللبناني نسيم نصر الذي سلم حزب الله فيه صندوقا يحتوي على رفات الجنود الإسرائيليين الذين قتلوا خلال حرب 2006.
في أكتوبر 2007 وافقت إسرائيل وحزب الله على تبادل أحد عناصر حزب الله المدنيين الذي اختطف في عام 2006 ورفات مقاتلين من حزب الله قتلا في هذه الحرب وسلموا إسرائيل رفات غابرييل دويت وهو مواطن إسرائيلي غرق وجرفت جثته نحو الشاطئ في لبنان. وصف السجين المفرج عنه بأنه حسن نعيم عقيل البالغ من العمر 50 عاما وهو عضو سابق في حرب عصابات حزب الله الذي لم يقاتل في حرب لبنان 2006.

## ردود الفعل
لقيت أخبار إطلاق القنطار احتفالا في تجمع لحزب الله في بيروت بلبنان في حين قال خبراء إسرائيليون أن غالبية اللبنانيين يعتبرونه انتصارا لعدوهم حزب الله سيكون له أثر سلبي. في مدينة غزة احتفل الفلسطينيون بأخبار وفاة الجنود من خلال تقديم الحلويات.
وصف نائب وزير الخارجية الإسرائيلي مجلي وهبي احتفالات بيروت بأنها «مخزية» مشيرا إلى أن «مشجعي القنطار يثنون على رجل يفخر في تحطيم جمجمة الطفل». كما نشرت وزارة الخارجية شريط فيديو دبلوماسي عام باللغة العربية يدعي فيه انتصار إسرائيل الأخلاقي في المبادلة.
كان هناك رد فعل مختلط في جميع أنحاء العالم مع العديد من وسائل الإعلام الأمريكية تنتقد الإفراج عن القنطار وإدانة الطريقة التي أشاد في لبنان.

## وصلات خارجية
- سجين التبادل: نقول وداعا ل أودي، إلداد موقع واي نت نيوز